# Bouleternère
Bouleternère  est une commune française située dans le centre du département des Pyrénées-Orientales, en région Occitanie. Sur le plan historique et culturel, la commune est dans la région des Aspres, un minusule territoire roussillonnais compris entre les sillons de la Têt au nord et du Tech au sud qui tire son nom de la nature caillouteuse de ses sols.
Exposée à un climat méditerranéen, elle est drainée par la Têt, le Boulès. La commune possède un patrimoine naturel remarquable composé d'une zone naturelle d'intérêt écologique, faunistique et floristique.
Bouleternère est une commune rurale qui compte 953 habitants en 2022. Elle fait partie de l'aire d'attraction de Perpignan. Ses habitants sont appelés les Bouleternérois ou  Bouleternéroises.

## Géographie

### Localisation
La commune de Bouleternère se trouve dans le département des Pyrénées-Orientales, en région Occitanie.
Elle se situe à 26 km à vol d'oiseau de Perpignan, préfecture du département, à 14 km de Prades, sous-préfecture, et à 21 km d'Amélie-les-Bains-Palalda, bureau centralisateur du canton du Canigou dont dépend la commune depuis 2015 pour les élections départementales.
La commune fait en outre partie du bassin de vie d'Ille-sur-Têt.
Les communes les plus proches sont : 
Rodès (2,2 km), Saint-Michel-de-Llotes (3,0 km), Ille-sur-Têt (3,6 km), Casefabre (4,4 km), Vinça (4,8 km), Rigarda (5,1 km), Montalba-le-Château (5,6 km), Corbère (6,1 km).
Sur le plan historique et culturel, Bouleternère fait partie de la région des Aspres. Compris entre les sillons de la Têt au nord et du Tech au sud, ce minuscule territoire roussillonnais tire son nom de la nature caillouteuse de ses sols.
| Rodès |               | Ille-sur-Têt           |
|       | Bouleternère  | Saint-Michel-de-Llotes |
|       | Boule-d'Amont | Casefabre              |

### Géologie et relief
La superficie de la commune est de 1 063 hectares. L'altitude varie entre 160 et 612 mètres.
La commune est classée en zone de sismicité 3, correspondant à une sismicité modérée.

### Hydrographie

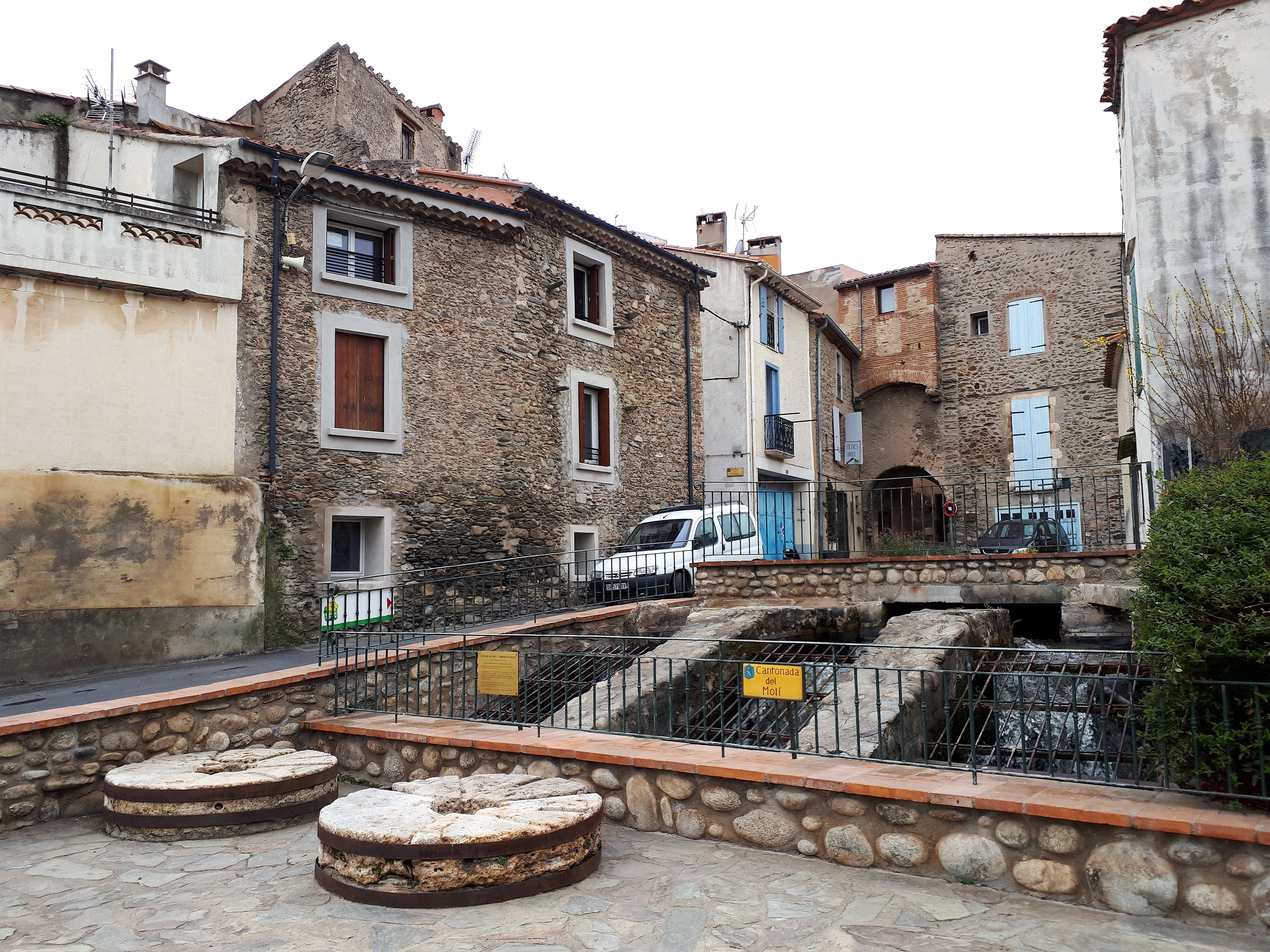
Carrefour du Moulin, Bouleternère

À Boulternère, le canal de Corbère (une partie du canal royal de Thuir), dont l'origine remonte au XIVe siècle et qui achemine l'eau de la Têt jusqu'à Perpignan, passe par le lieu-dit Cantonada del Molí (Carrefour du Moulin). Sur cet emplacement ont existé un moulin à huile, qui fonctionna de 1794 à 1882, et un moulin à farine de 1856 à 1882. L'aménagement du carrefour actuel date de 1993.

### Climat
Pour des articles plus généraux, voir Climat de l'Occitanie et Climat des Pyrénées-Orientales.
En 2010, le climat de la commune est de type climat méditerranéen franc, selon une étude du CNRS s'appuyant sur une série de données couvrant la période 1971-2000. En 2020, Météo-France publie une typologie des climats de la France métropolitaine dans laquelle la commune est dans une zone de transition entre le climat de montagne et le climat méditerranéen et est dans la région climatique Pyrénées orientales, caractérisée par une faible pluviométrie, un très bon ensoleillement (2 600 h/an), un air sec, particulièrement en hiver et peu de brouillards.
Pour la période 1971-2000, la température annuelle moyenne est de 14,2 °C, avec une amplitude thermique annuelle de 15,2 °C. Le cumul annuel moyen de précipitations est de 758 mm, avec 6 jours de précipitations en janvier et 3,4 jours en juillet. Pour la période 1991-2020, la température moyenne annuelle observée sur la station météorologique la plus proche, située sur la commune de Caixas à 11 km à vol d'oiseau, est de 15,5 °C et le cumul annuel moyen de précipitations est de 729,7 mm,. Pour l'avenir, les paramètres climatiques de la commune estimés pour 2050 selon différents scénarios d’émission de gaz à effet de serre sont consultables sur un site dédié publié par Météo-France en novembre 2022.

### Milieux naturels et biodiversité

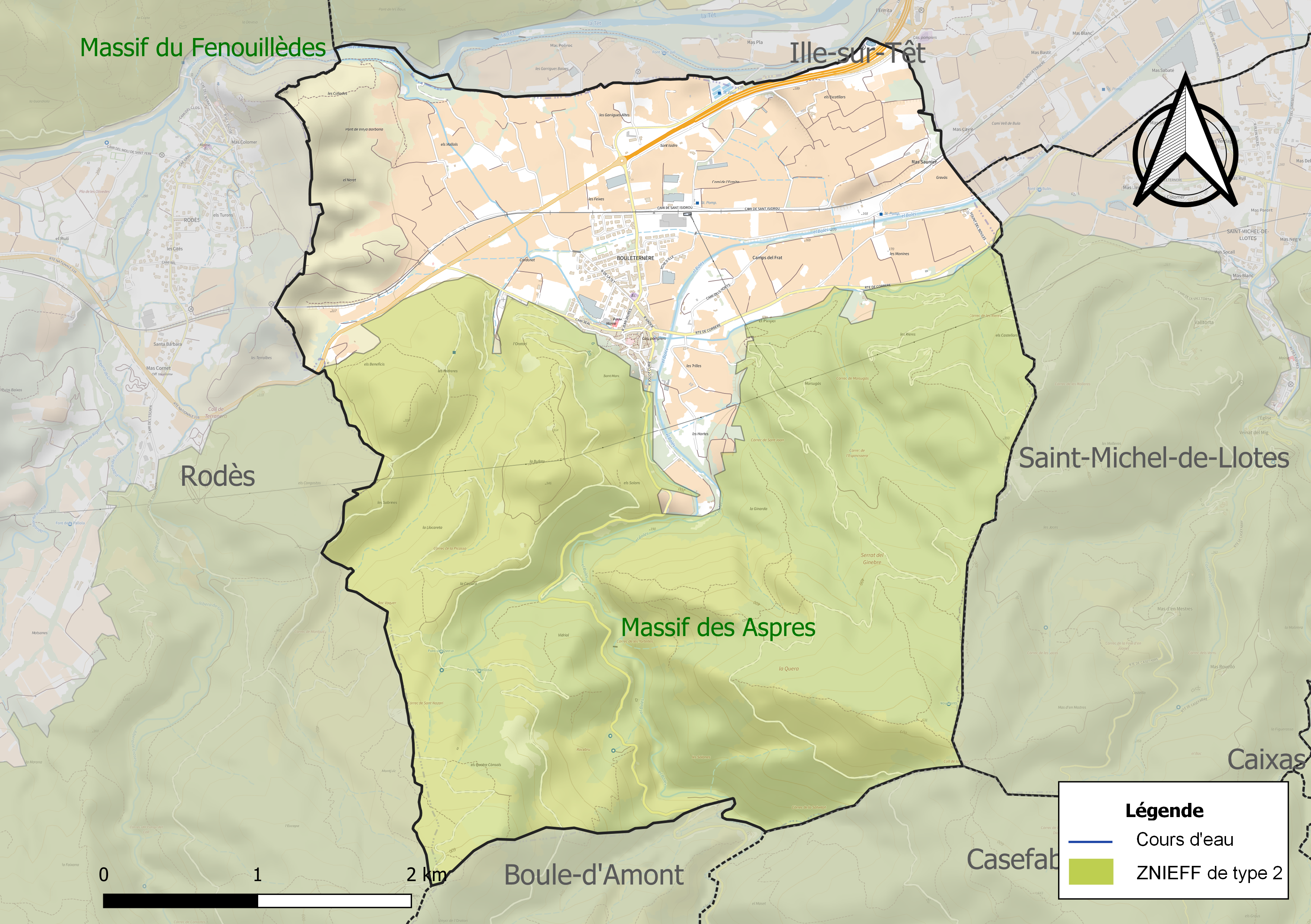
Carte de la ZNIEFF de type 2 localisée sur la commune.

L’inventaire des zones naturelles d'intérêt écologique, faunistique et floristique (ZNIEFF) a pour objectif de réaliser une couverture des zones les plus intéressantes sur le plan écologique, essentiellement dans la perspective d’améliorer la connaissance du patrimoine naturel national et de fournir aux différents décideurs un outil d’aide à la prise en compte de l’environnement dans l’aménagement du territoire.
Une ZNIEFF de type 2 est recensée sur la commune :
le « massif des Aspres » (28 819 ha), couvrant 37 communes du département.

## Urbanisme

### Typologie
Au 1er janvier 2024, Bouleternère est catégorisée bourg rural, selon la nouvelle grille communale de densité à sept niveaux définie par l'Insee en 2022.
Elle est située hors unité urbaine. Par ailleurs la commune fait partie de l'aire d'attraction de Perpignan, dont elle est une commune de la couronne,. Cette aire, qui regroupe 118 communes, est catégorisée dans les aires de 200 000 à moins de 700 000 habitants,.

### Occupation des sols
L'occupation des sols de la commune, telle qu'elle ressort de la base de données européenne d’occupation biophysique des sols Corine Land Cover (CLC), est marquée par l'importance des forêts et milieux semi-naturels (68,6 % en 2018), en augmentation par rapport à 1990 (65,5 %). La répartition détaillée en 2018 est la suivante : 
milieux à végétation arbustive et/ou herbacée (47,5 %), cultures permanentes (28,5 %), forêts (21,1 %), zones urbanisées (2,9 %). L'évolution de l’occupation des sols de la commune et de ses infrastructures peut être observée sur les différentes représentations cartographiques du territoire : la carte de Cassini (XVIIIe siècle), la carte d'état-major (1820-1866) et les cartes ou photos aériennes de l'IGN pour la période actuelle (1950 à aujourd'hui).

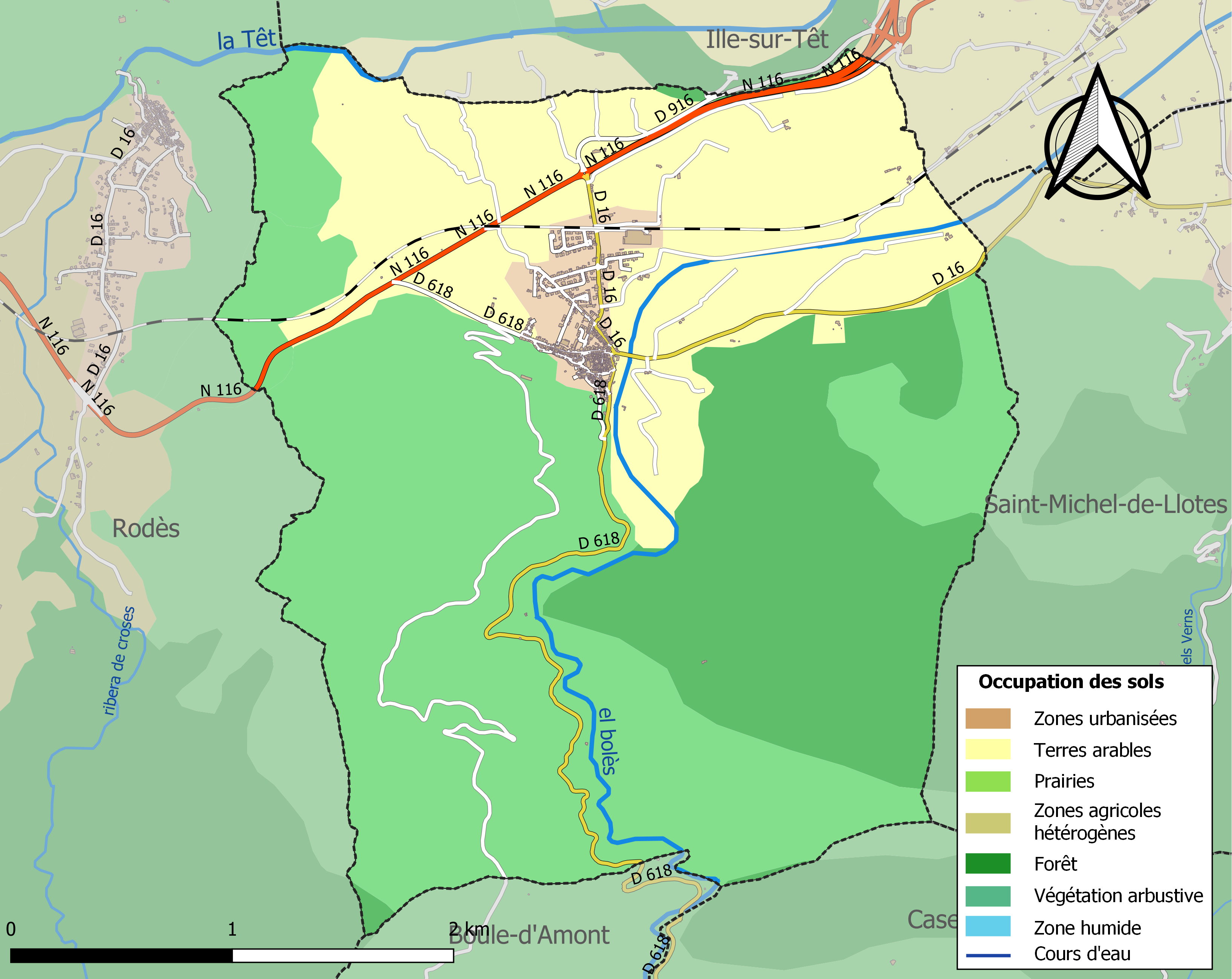
Carte des infrastructures et de l'occupation des sols de la commune en 2018 (CLC).

### Voies de communication et transports
La ligne 520 du réseau régional liO relie la commune à la gare de Perpignan depuis Prades.

### Risques majeurs
Le territoire de la commune de Bouleternère est vulnérable à différents aléas naturels : inondations, climatiques (grand froid ou canicule), feux de forêts, mouvements de terrains et séisme (sismicité modérée). Il est également exposé à deux risques technologiques, le transport de matières dangereuses et la rupture d'un barrage, et à un risque particulier, le risque radon,.

#### Risques naturels
Certaines parties du territoire communal sont susceptibles d’être affectées par le risque d’inondation par crue torrentielle de cours d'eau du bassin de la Têt.
Les mouvements de terrains susceptibles de se produire sur la commune sont soit des mouvements liés au retrait-gonflement des argiles, soit des glissements de terrains, soit des chutes de blocs, soit des effondrements liés à des cavités souterraines. Une cartographie nationale de l'aléa retrait-gonflement des argiles permet de connaître les sols argileux ou marneux susceptibles vis-à-vis de ce phénomène. L'inventaire national des cavités souterraines permet par ailleurs de localiser celles situées sur la commune.
Ces risques naturels sont pris en compte dans l'aménagement du territoire de la commune par le biais d'un plan de prévention des risques inondations.

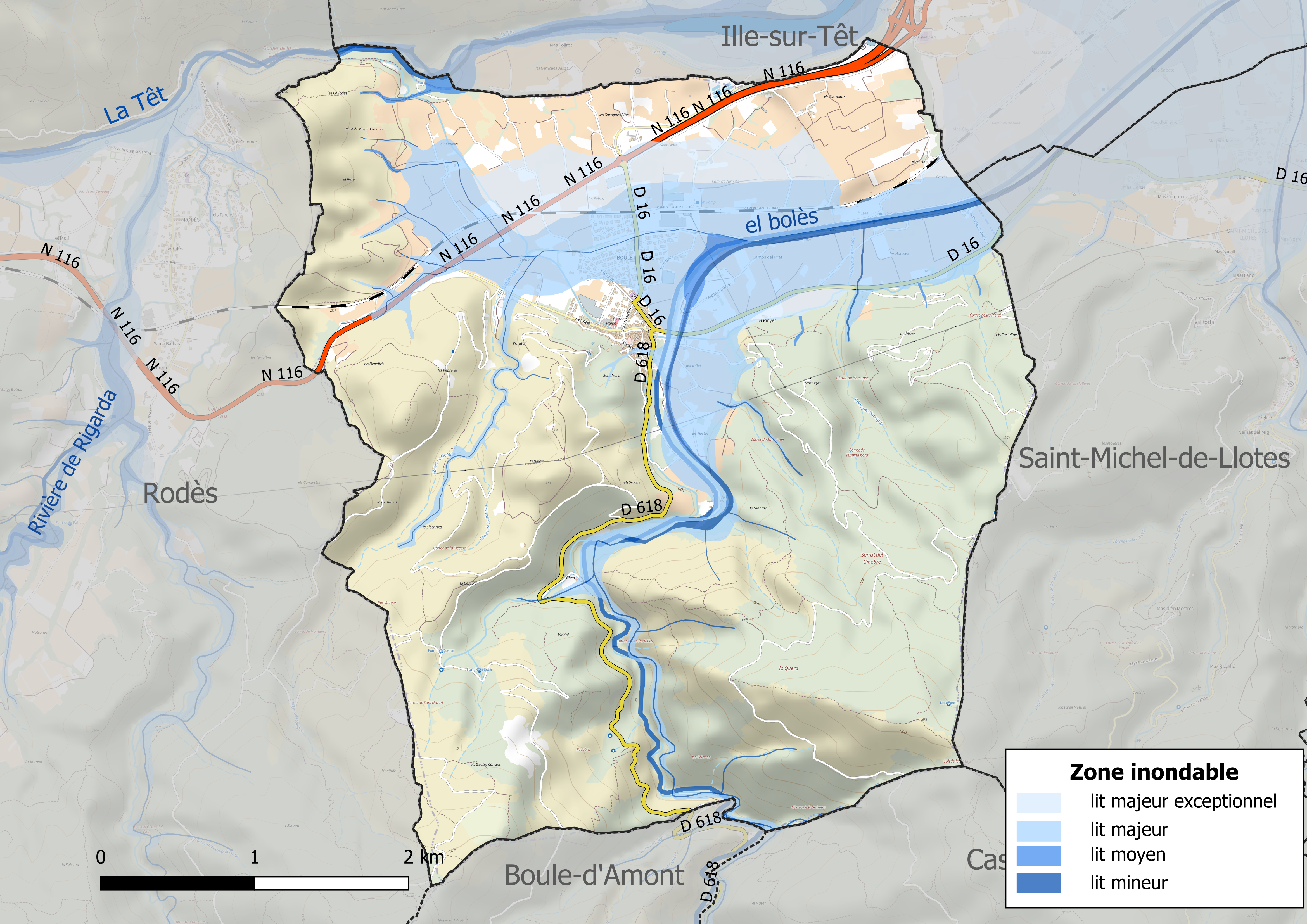
Carte des zones inondables.
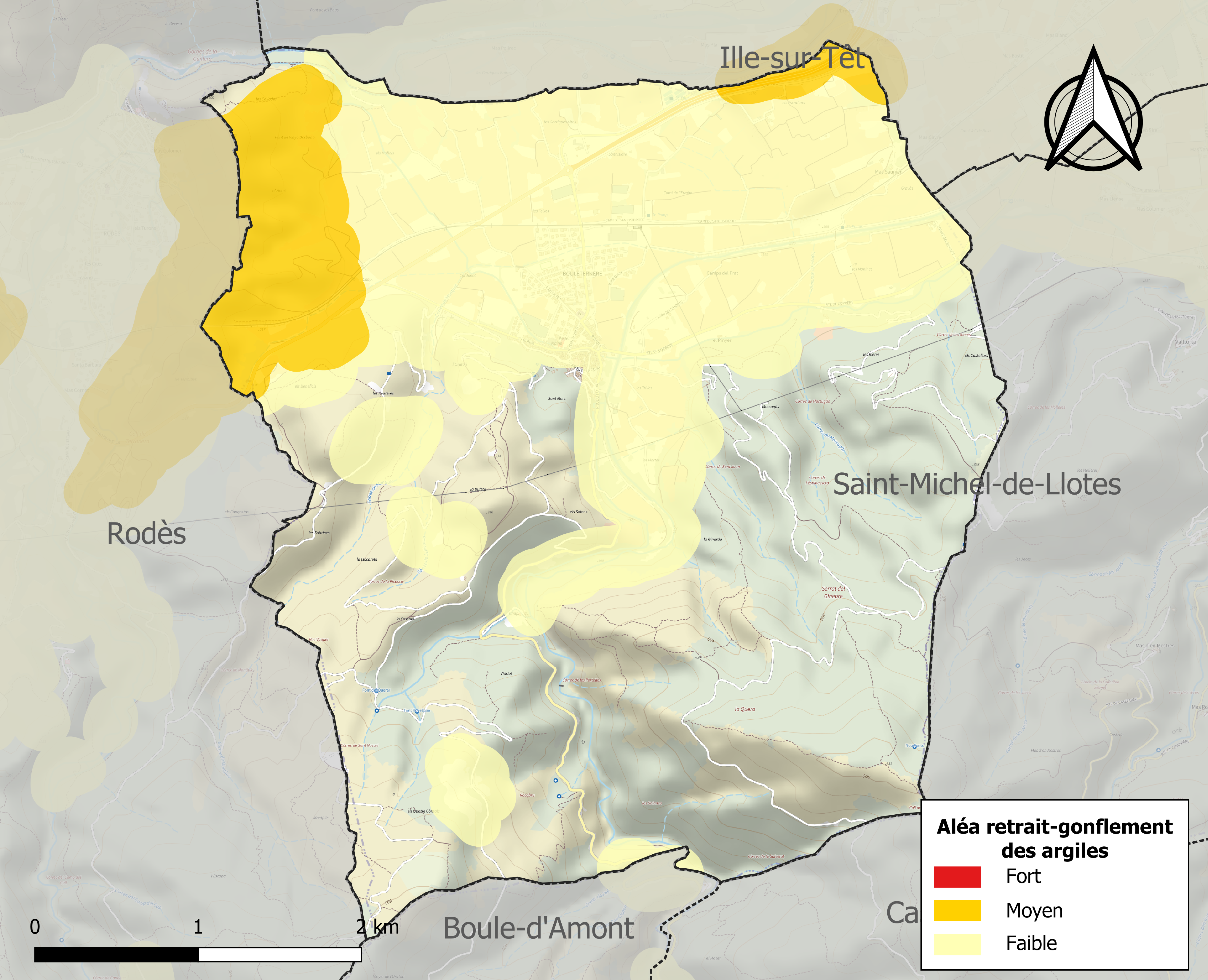
Carte des zones d'aléa retrait-gonflement des argiles.

#### Risques technologiques
Le risque de transport de matières dangereuses sur la commune est lié à sa traversée par une route à fort trafic. Un accident se produisant sur une telle infrastructure est en effet susceptible d’avoir des effets graves au bâti ou aux personnes jusqu’à 350 m, selon la nature du matériau transporté. Des dispositions d’urbanisme peuvent être préconisées en conséquence.
Dans le département des Pyrénées-Orientales, on dénombre sept grands barrages susceptibles d’occasionner des dégâts en cas de rupture. La commune fait partie des 66 communes susceptibles d’être touchées par l’onde de submersion consécutive à la rupture d’un de ces barrages, les barrages des Bouillouses ou de Vinça sur la Têt.

#### Risque particulier
Dans plusieurs parties du territoire national, le radon, accumulé dans certains logements ou autres locaux, peut constituer une source significative d’exposition de la population aux rayonnements ionisants. Toutes les communes du département sont concernées par le risque radon à un niveau plus ou moins élevé. Selon la classification de 2018, la commune de Bouleternère est classée en zone 3, à savoir zone à potentiel radon significatif.

## Toponymie
En catalan, le nom de la commune est Bulaternera.
Les anciennes mentions du nom donnent Bula en 1008, Bula Superana en 1020, Bula de Confluenti en 1145, Bula de Terrenera en 1303, Bula Terrenera au XVe siècle, Bulaternera en 1632, Boula Terranera en 1770. Le nom Bula d'Avall, par opposition à Boule-d'Amont, a aussi existé jusqu'au XIVe siècle.
Bula vient du nom de la rivière Boulès qui sépare Boule d'Amont et Bouleternère. L'origine du nom est sans doute dans la racine pré-latine hypothétique *Bul-Vol, employée pour les torrents ravinés, aux berges escarpées ou éboulées.
 Ternera est une contraction de l'expression catalane terra negra (terre noire). La plaine située à l'est du Boulès est en effet constituée de riches terres noires, très fertiles, tandis que le secteur situé à l'ouest vers Boule-d'Amont est constitué de terres blanches aux sols argilo-silicieux et beaucoup plus pauvres. On y trouve d'ailleurs un lieu-dit Terra alba (terre blanche). Le col voisin s'appelle également col de Ternère.
Prosper Mérimée, dans sa nouvelle La Vénus d'Ille, invente une fausse étymologie mi-grecque, mi-phénicienne. C'est M. Peyrehorade, découvreur de la statue qui donne le nom de ce récit, qui, à partir d'une inscription incomplète en latin (VENERI TVRBVL...) trouvée sur la Vénus, reconstitue cette toponymie fantaisiste. Mérimée, dans cette nouvelle, utilise le personnage de M. Peyrehorade pour critiquer les érudits locaux du XIXe siècle, souvent prompts à s'enflammer pour leurs découvertes et qui, par ignorance et fatuité, propagent une pseudo-science remplie d'erreurs et d'approximations. La toponymie et l'étymologie sont des domaines dans lequel ce manque de rigueur a été particulièrement actif (voir Bécan)

## Histoire
Le territoire de Bouleternère fait tout d'abord partie du comté de Roussillon, mais sa position stratégique lui vaut d'être rattaché au comté de Conflent vers l'an 878. Au Xe et XIe siècles, l'abbaye Saint-Michel de Cuxa possède de nombreux alleus à Bouleternère, mais la seigneurie elle-même est entre les mains des comtes de Cerdagne, puis dès 1117 des comtes de Barcelone. Elle revient au Roussillon lorsque Jacques II de Majorque l'inféode à Pierre de Fenouillet le 9 janvier 1303. Lorsque ce dernier est fait vicomte d'Ille par le roi Sanche de Majorque le 27 novembre 1314, la seigneurie de Bouleternère y est de fait intégrée.
À la fin du XVe siècle, Bouleternère obtient le titre de vila et siège au cort à Perpignan. En 1542, le dauphin de France, le futur Henri II assiège Bouleternère, saccage la ville et tue les 3 consuls.[réf. nécessaire]

## Politique et administration

### Canton
En 1790, la commune de Bouleternère est incluse dans le canton d'Ille au sein du district de Prades. Elle rejoint le canton de Vinça en 1801, qu'elle ne quitte plus par la suite,.
À compter des élections départementales de 2015, la commune de Bouleternère rejoint le nouveau canton du Canigou.

### Liste des maires

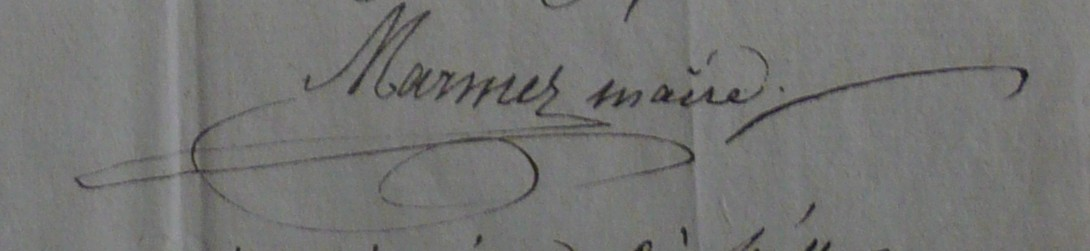
Signature du maire Jean Marmer en 1815.

| Période   | Période   | Identité              | Étiquette                              | Qualité              |
| --------- | --------- | --------------------- | -------------------------------------- | -------------------- |
| 1790      | 1792      | Isidore Pontich       |                                        |                      |
| 1792      | 1793      | Athanase Guiry        |                                        |                      |
| 1793      | 1795      | François Guimbert     |                                        |                      |
| 1795      | 1799      | Sulpice Taix          |                                        |                      |
| 1799      | juin 1815 | Athanase Guiry        |                                        |                      |
| juin 1815 | ?         | Jean Marmer           |                                        |                      |
| ?         | 1821      | Athanase Guiry        |                                        |                      |
| 1821      | 1830      | Hyacinthe de Pallarès |                                        |                      |
| 1830      | 1831      | Jacques Sicart-Blanc  |                                        |                      |
| 1831      | 1834      | Laurent Gaspard       |                                        |                      |
| 1834      | 1840      | Joseph Rebardy        |                                        |                      |
| 1840      | 1848      | Isidore Riubanys      |                                        |                      |
| 1848      | 1852      | Jean Bernadach        |                                        |                      |
| 1852      | 1868      | Joseph Guiry          |                                        |                      |
| 1868      | 1874      | Jean Trie             |                                        |                      |
| 1874      | 1876      | Joseph Noë            |                                        |                      |
| 1876      | 1886      | Jean Trie             |                                        |                      |
| 1886      | 1908      | Joseph Bernadach      |                                        |                      |
| 1908      | 1912      | Raymond Sabardeil     |                                        |                      |
| 1912      | 1919      | André Mary            |                                        |                      |
| 1919      | 1924      | Achille Forgues       |                                        |                      |
| 1924      | 1924      | Joseph Mercure        |                                        |                      |
| 1924      | 1927      | André Paysa           |                                        |                      |
| 1927      | 1941      | François Sabardeil    |                                        |                      |
| 1941      | 1944      | François Baux         |                                        |                      |
| 1944      | 1952      | François Garrigue     |                                        |                      |
| 1952      | 1983      | Jules Gaspard         | UP puis PSA puis PSU puis SFIO puis PS | Agriculteur          |
| 1983      | En cours  | Jean Payrou,          | DVG                                    | Agriculteur retraité |

### Politique environnementale

#### Qualité de l'eau
L'eau du forage privé au lieu-dit Grabas à Bouleternère est classée en 2011 :
- bon état : nitrates, métaux, solvants chlorés ;
- état médiocre : pesticides, état chimique.

## Population et société

### Démographie ancienne
La population est exprimée en nombre de feux (f) ou d'habitants (H).
| 1365 | 1378 | 1515 | 1553 | 1643  | 1709  | 1720  | 1730  | 1767  |
| ---- | ---- | ---- | ---- | ----- | ----- | ----- | ----- | ----- |
| 47 f | 36 f | 57 f | 45 f | 150 f | 174 f | 170 f | 154 f | 604 H |

| 1774  | 1789  | - | - | - | - | - | - | - |
| ----- | ----- | - | - | - | - | - | - | - |
| 154 f | 171 f | - | - | - | - | - | - | - |

### Démographie contemporaine
L'évolution du nombre d'habitants est connue à travers les recensements de la population effectués dans la commune depuis 1793. Pour les communes de moins de 10 000 habitants, une enquête de recensement portant sur toute la population est réalisée tous les cinq ans, les populations de référence des années intermédiaires étant quant à elles estimées par interpolation ou extrapolation. Pour la commune, le premier recensement exhaustif entrant dans le cadre du nouveau dispositif a été réalisé en 2007.

En 2022, la commune comptait 953 habitants, en évolution de +2,36 % par rapport à 2016 (Pyrénées-Orientales : +3,92 %, France hors Mayotte : +2,11 %).
| 1793 | 1800 | 1806 | 1821 | 1831 | 1836 | 1841 | 1846 | 1851 |
| ---- | ---- | ---- | ---- | ---- | ---- | ---- | ---- | ---- |
| 817  | 651  | 730  | 848  | 840  | 943  | 922  | 934  | 925  |

| 1856 | 1861 | 1866 | 1872 | 1876 | 1881 | 1886 | 1891 | 1896 |
| ---- | ---- | ---- | ---- | ---- | ---- | ---- | ---- | ---- |
| 918  | 862  | 857  | 960  | 868  | 738  | 749  | 729  | 722  |

| 1901 | 1906 | 1911 | 1921 | 1926 | 1931 | 1936 | 1946 | 1954 |
| ---- | ---- | ---- | ---- | ---- | ---- | ---- | ---- | ---- |
| 759  | 741  | 732  | 660  | 632  | 661  | 683  | 665  | 699  |

| 1962 | 1968 | 1975 | 1982 | 1990 | 1999 | 2006 | 2007 | 2012 |
| ---- | ---- | ---- | ---- | ---- | ---- | ---- | ---- | ---- |
| 818  | 885  | 739  | 728  | 625  | 643  | 760  | 777  | 880  |

| 2017 | 2022 | - | - | - | - | - | - | - |
| ---- | ---- | - | - | - | - | - | - | - |
| 935  | 953  | - | - | - | - | - | - | - |

| selon la population municipale des années : | 1968 | 1975 | 1982 | 1990 | 1999 | 2006 | 2009 | 2013 |
| Rang de la commune dans le département      | 59   | 73   | 78   | 86   | 86   | 87   | 87   | 88   |
| Nombre de communes du département           | 232  | 217  | 220  | 225  | 226  | 226  | 226  | 226  |

### Enseignement
Le secteur du collège est Ille-sur-Têt.

### Manifestations culturelles et festivités
- Fête patronale : 17 et 18 janvier[47] ;
- Fête communale : 17 juillet[47] ;
- Foire : 2e mardi de septembre[47] ;
- Procession du jeudi saint organisée par la confrérie des pagesos, la plus vieille procession pieuse de France sans interruption  depuis le XVIIe siècle (fresque de l'église). Cette procession aux flambeaux dans les ruelles antiques du village se déroule sous la direction du regidor qui change à tour de rôle parmi les vieilles familles du village : Llense, Glory, leveque, Reig, Darrey, Barboteu, Soler, Jacomy.

### Sports
Bouleternère est un passage prévu lors de la 15e étape du Tour de France 2021 (Céret-Andorre-la-Vieille) à 35,3 km après le départ de Céret.

## Économie

### Revenus
En 2018, la commune compte 422 ménages fiscaux, regroupant 981 personnes. La médiane du revenu disponible par unité de consommation est de 18 410 € (19 350 € dans le département).

### Emploi
|                | 2008   | 2013   | 2018   |
| -------------- | ------ | ------ | ------ |
| Commune        | 8,9 %  | 12,5 % | 12,9 % |
| Département    | 10,3 % | 12,9 % | 13,3 % |
| France entière | 8,3 %  | 10 %   | 10 %   |

En 2018, la population âgée de 15 à 64 ans s'élève à 570 personnes, parmi lesquelles on compte 80,2 % d'actifs (67,3 % ayant un emploi et 12,9 % de chômeurs) et 19,8 % d'inactifs,. Depuis 2008, le taux de chômage communal (au sens du recensement) des 15-64 ans est inférieur à celui du département, mais supérieur à celui de la France.
La commune fait partie de la couronne de l'aire d'attraction de Perpignan, du fait qu'au moins 15 % des actifs travaillent dans le pôle,. Elle compte 125 emplois en 2018, contre 134 en 2013 et 134 en 2008. Le nombre d'actifs ayant un emploi résidant dans la commune est de 385, soit un indicateur de concentration d'emploi de 32,5 % et un taux d'activité parmi les 15 ans ou plus de 60,5 %.
Sur ces 385 actifs de 15 ans ou plus ayant un emploi, 85 travaillent dans la commune, soit 22 % des habitants. Pour se rendre au travail, 84,3 % des habitants utilisent un véhicule personnel ou de fonction à quatre roues, 2,1 % les transports en commun, 7,8 % s'y rendent en deux-roues, à vélo ou à pied et 5,8 % n'ont pas besoin de transport (travail au domicile).

### Revenus de la population et fiscalité
En 2010, le revenu fiscal médian par ménage était de 21 685 €.

### Entreprises et commerces
Ressources principales : agriculture fruitière.
Il a été installé un système de puisage des eaux potables en profondeur qui permet de desservir les villages environnants de même un système d'arrosage a été développé permettant de restreindre au maximum les réserves en eaux pour un arrosage en toute maîtrise.

## Culture locale et patrimoine

### Monuments et lieux touristiques
- L'enceinte fortifiée du village comportait quatre tours et sept portes. Trois portes et deux tours ainsi qu'une grande partie des remparts existent encore à ce jour[49].
- Chapelle Sainte-Anne de Bouleternère : petite chapelle récemment restaurée en bordure de la RN 116, sur la droite, en direction de Font-Romeu.
- Église Saint-Nazaire de Barbadell : située dans les gorges du Boulés et rénovée actuellement par l'association Els Amics de Sant Nazari de Barbadell[49].
- Ancienne église Saint-Sulpice : église romane du XIe siècle, rebâtie sur une église existante du IXe siècle, aujourd'hui intégrée dans un clocher-donjon[49].
- Nouvelle église Saint-Sulpice, achevée en 1659 : On y trouve un portail en marbre surmonté d'une statue de Saint Sulpice et, à l'intérieur, deux retables du XVIIe siècle[49].
- Église Sainte-Marie de Bouleternère.
- Plusieurs portes de maison sont remarquables, bien restaurées et entretenues par les résidents.

Tous les bâtiments sont construits sur un massif de schistes, dont l'exploitation a été florissante au siècle dernier.
- Le dolmen du Coll de la Llosa est situé à la limite des communes de Bouleternère, Casefabre et Saint-Michel-de-Llotes.

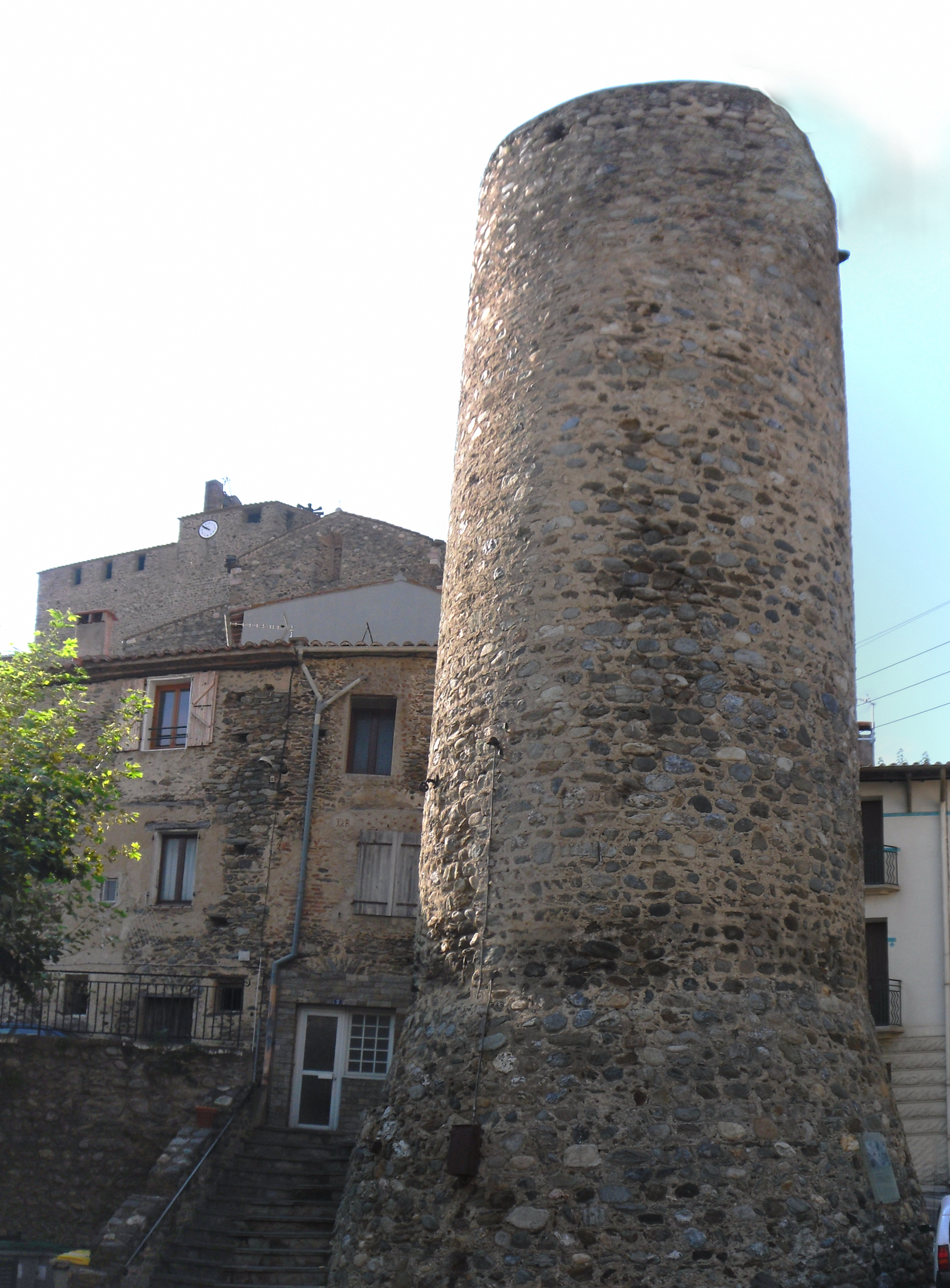
Tour ronde de remparts.
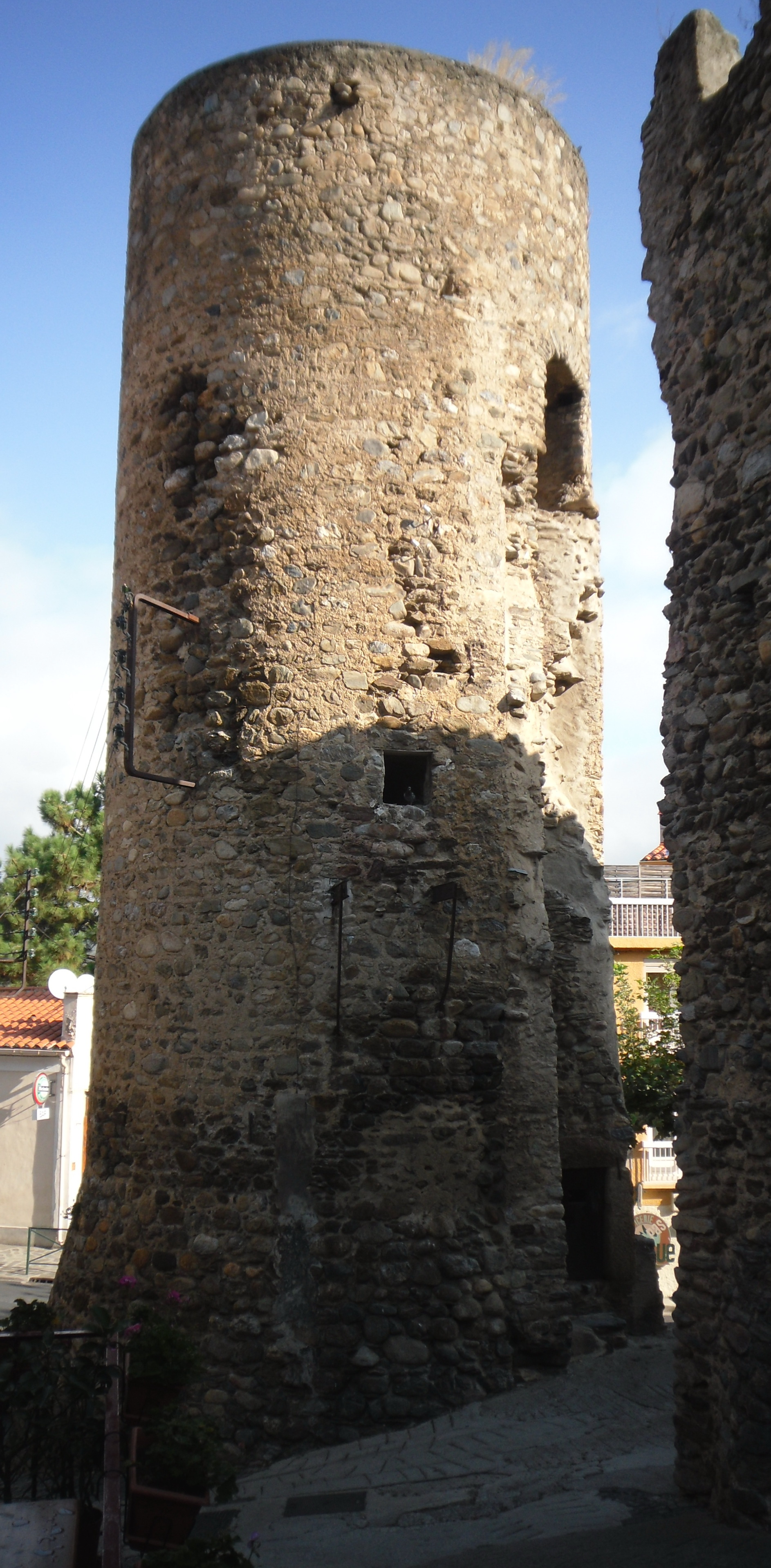
Tour ronde de remparts.
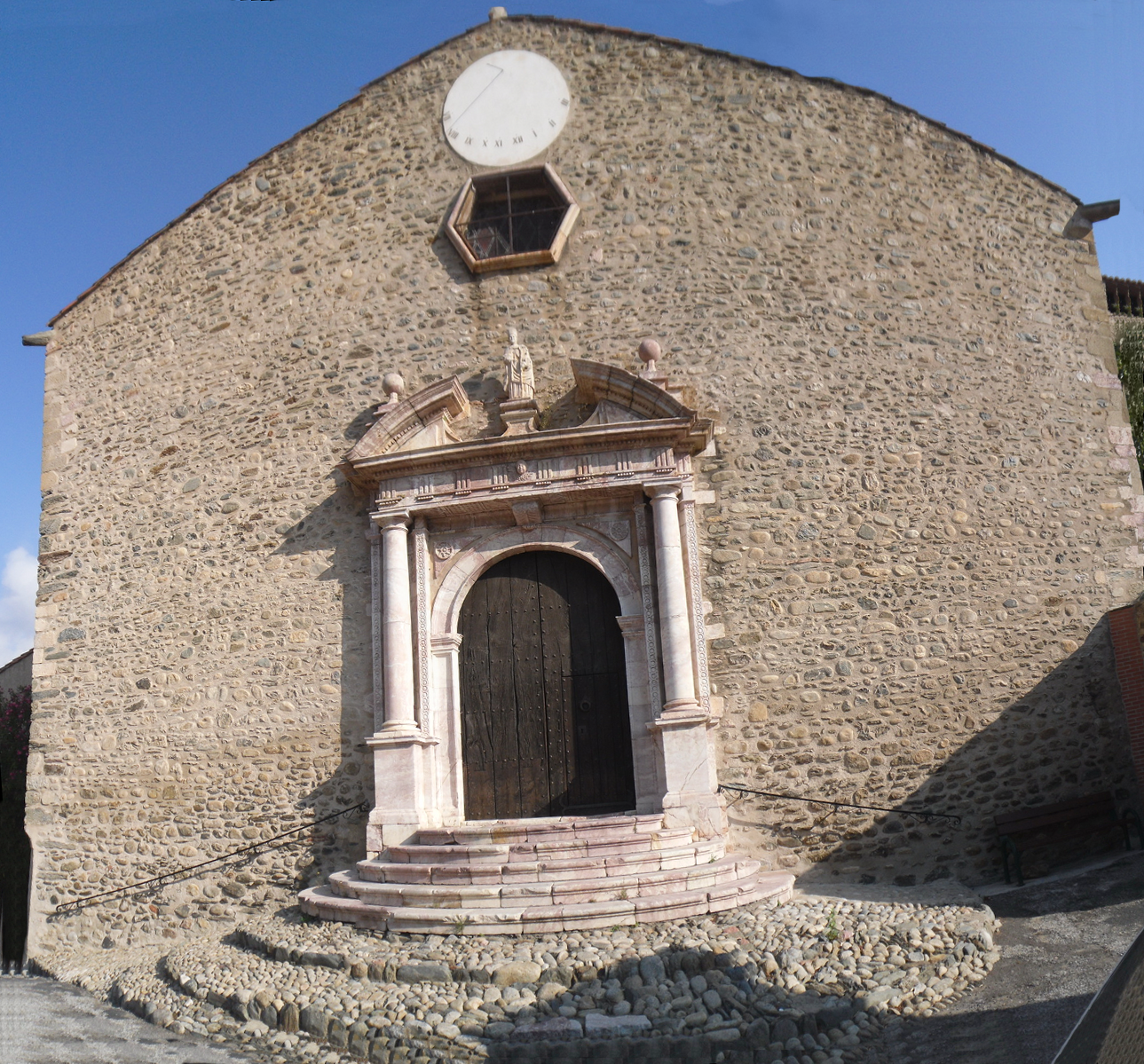
Portail de la nouvelle église.
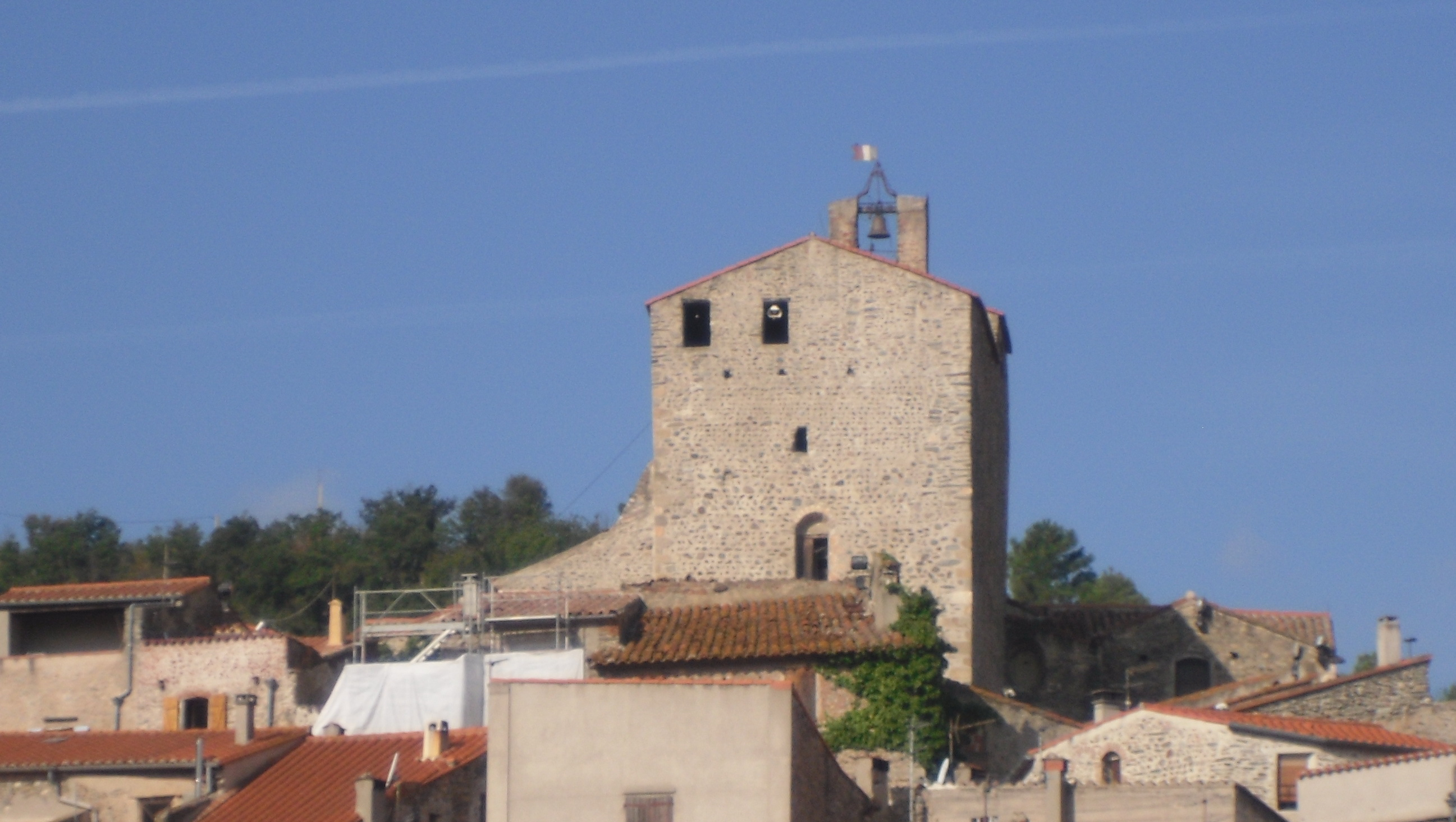
Ancienne Église Saint-Sulpice.
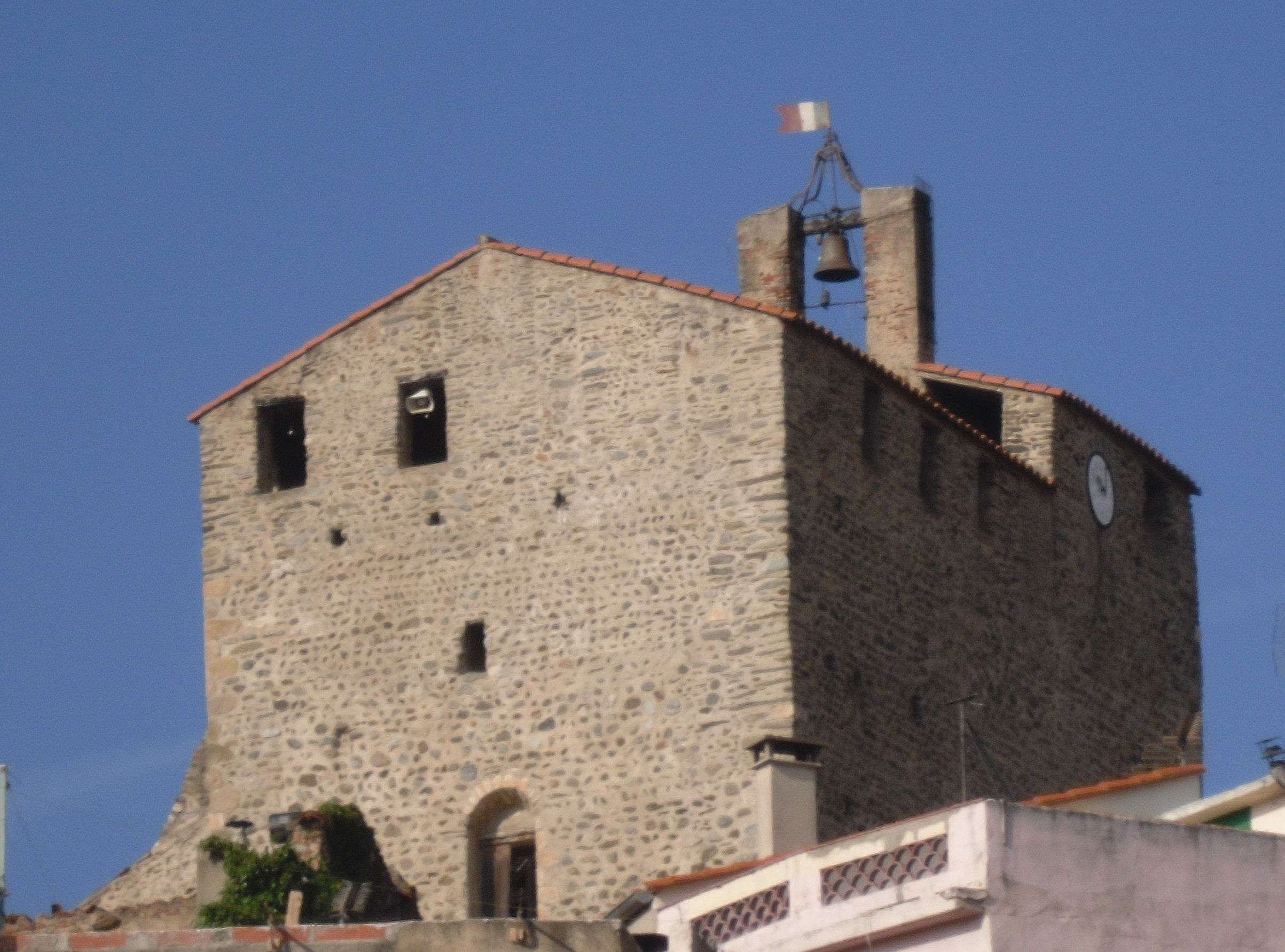
Ancienne Église Saint-Sulpice.
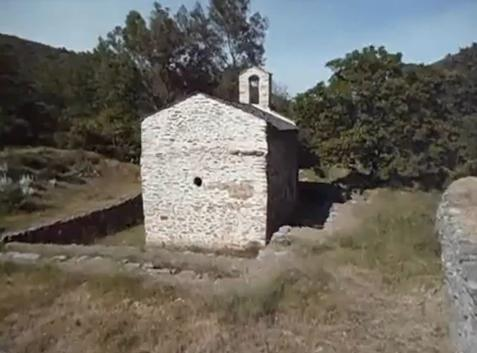
Église Saint-Nazaire de Barbadell.
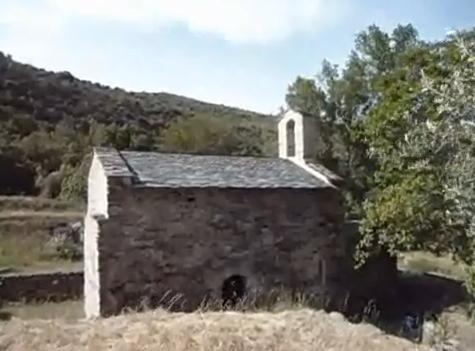
Église Saint-Nazaire de Barbadell.
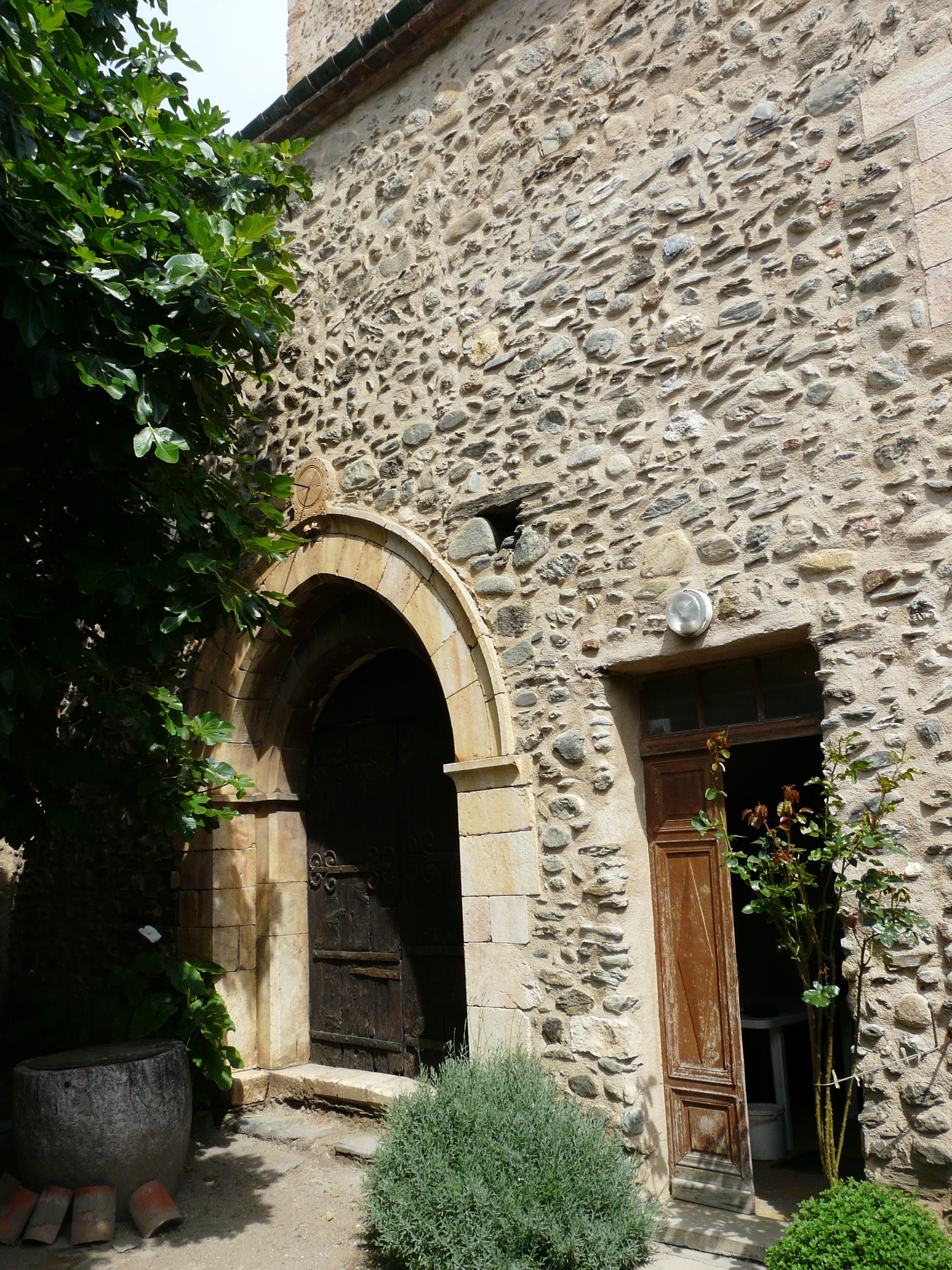
Église Sainte-Marie de Bouleternère

### Personnalités liées à la commune

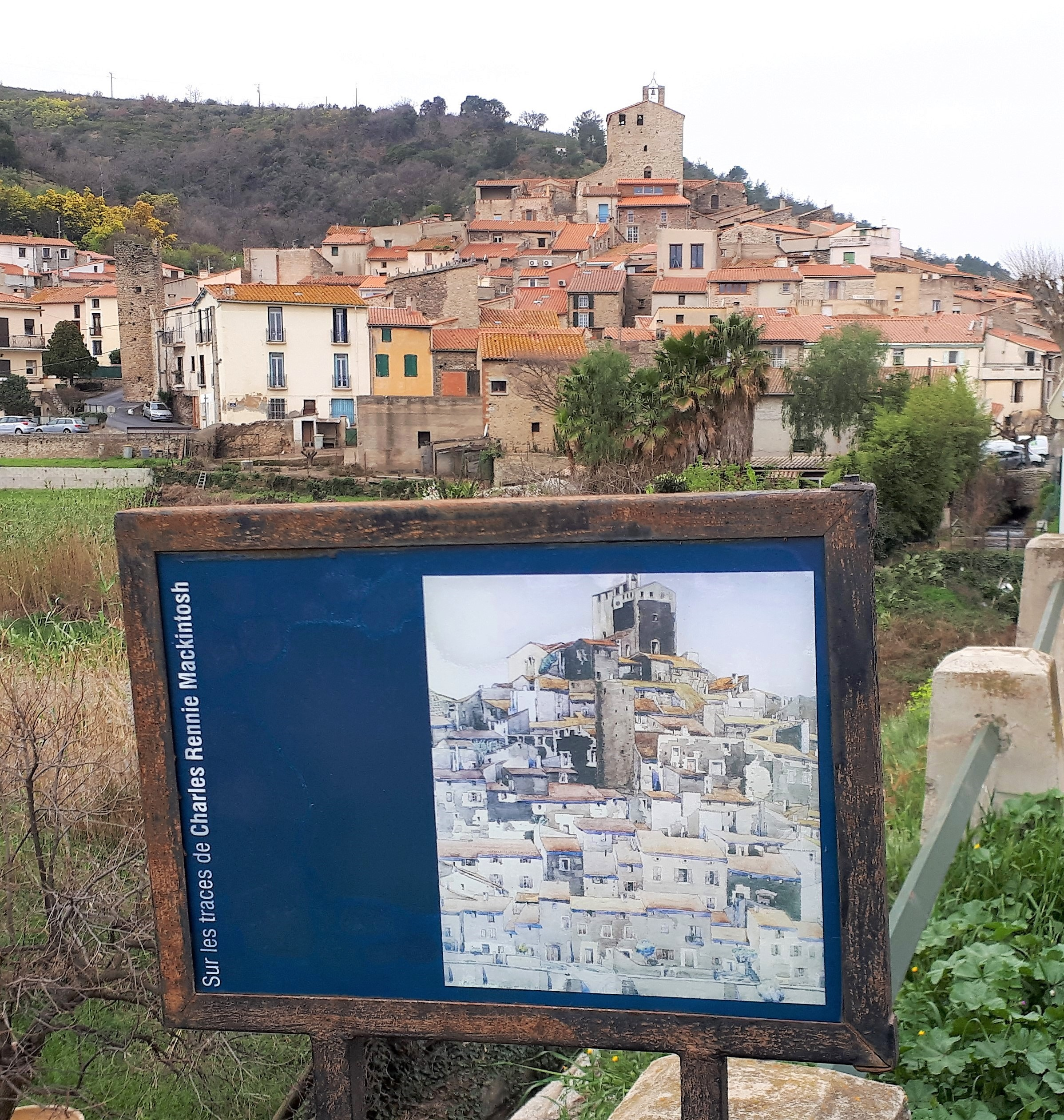
Aquarelle (1925) de Bouleternère par C R Mackintosh.

- Michel Pontich (1632-1699) : évêque de Gérone qui fit bâtir l'escalier baroque en marbre blanc de la cathédrale de Gérone[51], né à Bouleternère ;
- Ange Jean Michel Bonaventure de Dax d'Axat (1767-1847) : militaire et homme politique né à Bouleternère ;
- Édouard Rolland (1833-1919) : homme politique mort à Bouleternère ;
- Galdric Verdaguer (1842-1872) : protagoniste de la Commune de Paris ;
- Charles Rennie Mackintosh (1868-1928), architecte et aquarelliste britannique ;
- Louis Damien Sobraques (1891-1936)[pourquoi ?] : mariste martyr de la guerre d'Espagne;
- Brigitte Buscail-Lipsky (1939-2023) : Artiste-peintre, Sociétaire des Artistes Français, ayant peint à plusieurs reprises Bouleternère. Epouse de Yves Buscail dont la famille (Fines - Buscail) est originaire du village. Elle est inhumée au cimetière de Bouleternère.

### Culture populaire
- Prosper Mérimée, inspecteur des monuments historiques cite Bouleternère dans le roman La Vénus d'Ille.

### Héraldique
Blasonnement de la commune :
D'azur au lion d'argent tenant de sa dextre une fleur de lys d'or.
